# Oosterhuizen (Eemsdelta)
Oosterhuizen is een streekje in de gemeente Eemsdelta in de provincie Groningen. Het bestaat uit een aantal boerderijen aan de Oosterhuizerweg, ten noordoosten van 't Zandt. Oosterhuizen is tevens de naam van een van de boerderijen. Direct ten oosten ligt 't Zandstervoorwerk.
Op 20 mei 1611 werd in Oosterhuizen een vredesverdrag gesloten tussen de Staten-Generaal en de graaf Enno III van Oost-Friesland.
Groningen: Steden en dorpen      Nederland: Provincies · Gemeenten